# Canberra Cosmos Football Club
Il Canberra Cosmos FC è stato una società calcistica australiana con sede nella capitale Canberra. Ha partecipato alla NSL tra il 1995 e il 2001.

## Statistiche
| Stagione  | PG | V  | P  | S  | GF | GS | Pts | Classifica | Spettatori | Coppa       |
| --------- | -- | -- | -- | -- | -- | -- | --- | ---------- | ---------- | ----------- |
| 1995-1996 | 33 | 8  | 11 | 14 | 48 | 61 | 35  | 9° su 12   | 2934       | Semi-finale |
| 1996-1997 | 26 | 2  | 5  | 19 | 30 | 69 | 11  | 14° su 14  | 3176       | Prima Fase  |
| 1997-1998 | 26 | 3  | 8  | 15 | 29 | 56 | 17  | 14° su 14  | 2719       | -           |
| 1998-1999 | 28 | 4  | 3  | 21 | 21 | 55 | 15  | 15° su 15  | 2337       | -           |
| 1999-2000 | 34 | 9  | 9  | 16 | 44 | 64 | 36  | 14° su 16  | 2428       | -           |
| 2000-2001 | 29 | 11 | 4  | 15 | 49 | 55 | 37  | 11° su 16  | 2184       | -           |

(PG)=Partite giocate, (V) = Vittorie, (P)=Pareggi, (S)=Sconfitte, (GF)=Gol Fatti, (GS)=Gol Subiti, (Pts)=Punti, (Coppa)= NSL Cup posizione